# MedWatch (Redaktionsbüro)
MedWatch ist ein Redaktionsbüro, welches sich kritisch mit unseriösen Heilsversprechen, sowie mit irreführender Berichterstattung und Werbung zu medizinischen Themen auseinandersetzt.

## Magazin
MedWatch wurde 2017 von den Wissenschaftsjournalisten Nicola Kuhrt und Hinnerk Feldwisch-Drentrup zunächst als Blog gegründet mit dem Ziel, sich investigativ-kritisch mit pseudomedizinischen Themen auseinanderzusetzen. Die Journalisten erhielten vom Netzwerk Recherche ein Gründungsstipendium von 2000 €. Alle Beiträge von MedWatch sind auf der Homepage kostenlos und frei zugänglich. Ein wissenschaftlicher Beirat, dem unter anderem Jutta Hübner, Eckart von Hirschhausen, sowie Gerd Antes angehören, unterstützt die Journalisten bei Fachfragen. Um Interessenskonflikte zu vermeiden, finanziert sich das Medium durch Spenden und über Crowdfunding. Zuwendungen über 1000 € werden auf der Projekthomepage veröffentlicht. Im Dezember 2019 wurde das Blog zu einem Online-Magazin ausgebaut. Ende März 2021 verließ Feldwisch-Drentrup MedWatch. Im Mai 2024 übergab Nicola Kuhrt die Geschäfte an Sigrid März und Martin Rücker. Das Magazin wurde in diesem Zuge eingestellt und das Projekt als Redaktionsbüro weitergeführt.

## Recherchen und Projekte (Auswahl)
- Im April 2018 berichtete das Fernsehmagazin Kontraste in Zusammenarbeit mit MedWatch und dem Stern über den Fall eines Arztes, welcher das umstrittene Mittel MMS zur Heilung verschiedener Krankheiten bewirbt.[8][9]
- Im Mai 2018 recherchierte MedWatch im Zuge des sogenannten „Heidelberger Brustkrebs-Skandals“, dass der umstrittene Brustkrebs-Test entgegen voriger Behauptungen eine falsch-positiv-Rate von nahe 50 % hat, was ihn praktisch „wertlos“ mache.[10][11]
- Im August 2018 wurde nach Recherchen von MedWatch eine Seite von der Homepage der Kinderklinik der Charité entfernt, auf der homöopathische Mittel als wirksam gegen Krebs beschrieben waren. Der Fall löste eine intensive Diskussion aus.[12][13]
- Im Oktober 2019 berichtete das Fernsehmagazin Panorama gemeinsam mit MedWatch über die unzureichende Regulierung der Tätigkeiten von Heilpraktikern.[14] Wenig später wurde die Ausschreibung für ein Rechtsgutachten der Bundesregierung bekannt, in dem die Abschaffung des Berufs geprüft werden soll.[15][16][17]
- Im Dezember 2019 setzte sich Medwatch gemeinsam mit Zeit Online kritisch mit einer Warnung des Bundesinstituts für Risikobewertung (BfR) vor aluminiumhaltigen Deodorants auseinander.[18] Im Juli 2020 gab das BfR eine diesbezügliche Neubewertung des Risikos bekannt.[19]
- 2020 halfen die Experten von Medwatch der Berliner Zeitung und der Westdeutschen Zeitung Leserfragen zu COVID-19 zu beantworten.[20] Die Robert-Bosch-Stiftung unterstützte die Aktion.[21]
- ab März 2022 veröffentlichte die MedWatch-Redaktion Informationstexte zum deutschen Gesundheitssystem für ukrainische Geflohene, jeweils auf Ukrainisch und Russisch. Das Projekt wurde durch die Klaus Tschira-Stiftung gefördert.[22]

## Auszeichnungen (Auswahl)
- 2018 wurde MedWatch mit dem #Netzwende-Award ausgezeichnet. Die Jury begründete dies unter anderem damit, dass MedWatch „einen wichtigen Beitrag zur Verteidigung der gesundheitlichen Aufklärung in Zeiten wachsenden Informationsunsicherheit in der Bevölkerung und eskalierenden Deutungskriegen“ leiste.[23]
- 2019 erhielt MedWatch den Carl-Sagan-Preis für Journalisten der Gesellschaft zur wissenschaftlichen Untersuchung von Parawissenschaften.[24]
- Im Oktober 2020 wurden Nicola Kuhrt und Hinnerk Feldwisch-Drentrup für MedWatch von der Deutschen Stiftung Verbraucherschutz mit dem Bundespreis Verbraucherschutz in der Kategorie „Engagement für Verbraucherschutz“ ausgezeichnet.[25]
- Im September 2022 erhielt MedWatch-Autor Martin Rücker für seine Recherche über die Verwendung des Farbstoffes Titandioxid in Medikamenten[26] den Ulrich-Schwabe-Medienpreis der Stiftung für Arzneimittelsicherheit[27]. Auch eine Veröffentlichung von MedWatch-Autor Marius Penzel über Influencer und Arzneimittelwerbung fand eine lobende Erwähnung.

## Nominierungen (Auswahl)
- 2020 war MedWatch für den Grimme Online Award in der Kategorie Information nominiert.[28]